# Valdeci da Sanfona
Valdeci José da Silva conhecido simplesmente como Valdeci da Sanfona (Palmeiras de Goiás, 10 de abril de 1942) é um acordeonista e compositor de música sertaneja do Brasil.

## Biografia
E Instrumentista, Acordeonista e Compositor.Nasceu na fazenda Mutum no município de Palmeiras de Goiás,em Goiás. Começou a tocar acordeom aos oito anos de idade,com um instrumento de oito baixos. Aos 10 anos passou a tocar um acordeom de 48 baixos que pertencia a seu irmão, Piratin, também acordeonista.

## Dados Artísticos
Em 1956, aos 14 anos, mudou-se para Goiânia e iniciou a carreira artística, integrando o Trio Godêoncio, Godencinho e Valdeci, também chamado de "Os sertanejos de Brasília". No mesmo ano, o trio estreou um programa semanal na Rádio Anhanguera. Em 1959,o trio gravou um disco pela Odeon com as músicas "Foi o destino", de Godencinho e "Saudação a Brasília", de Godêncio.Mudou-se para São Paulo em 1962 e passou a acompanhar a dupla Tibagi e Miltinho com a qual percorreu o Brasil inteiro e gravou diversos discos, incluindo os grandes sucessos da dupla como o tango "Taça da saudade", de Miltinho e Benedito Seviero e a canção-rancheira "Amargura", de Miltinho, Benedito Seviero e Zeza Dias. Quando a dupla Tibagi e Miltinho se desfez, acompanhou por vários anos o cantor Miltinho Rodrigues.Atuou também com as duplas Pedro Bento e Zé da Estrada; Biá e Dino Franco; Belmonte e Amaraí; Duo Glacial e Nonô e Naná. Participou também das gravações de estúdio de inúmeros artistas. Ao todo gravou cinco Lps solo de acordeom.A partir da década de 1990 foi morar em São José do Rio Pardo, no estado de São Paulo, onde criou a Banda Forromania que passou a apresentar-se em shows por todo o Brasil.

## Discografia
- 1959: Foi o destino/Saudação a Brasília ( • Odeon • 78[5])
- 1983: O Sanfoneiro Do Sucesso (• GEL/Seta )

## Ligações Externas
- Dicionário Cravo Albin da Música Popular Brasileira